# Oszkár Abay-Nemes

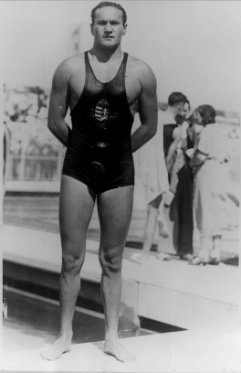
Oszkár Abay-Nemes (1936)

Oszkár Abay-Nemes (* 22. September 1913 in Magyardiószeg; † 30. Januar 1959 in Pécs) war ein ungarischer Schwimmer, der bei den Olympischen Spielen 1936 eine Bronzemedaille gewann.

## Sportliche Karriere
Bei den olympischen Schwimmwettbewerben in Berlin schwamm die ungarische 4-mal-200-Meter-Freistilstaffel in den Vorläufen die drittschnellste Zeit. Árpád Lengyel, Oszkár Abay-Nemes, Ödön Gróf und Ferenc Csík steigerten sich im Finale noch einmal um acht Sekunden und erkämpften die Bronzemedaille hinter den Staffeln aus Japan und aus den Vereinigten Staaten. Abay-Nemes trat auch über 100 Meter Freistil an. Als Zweiter seines Vorlaufs erreichte er das Halbfinale, dort schied er als Siebter des zweiten Halbfinales aus.
Abay-Nemes schwamm für den Pecsi Athletic Club.